# Hugo Houyez
Hugo Houyez, né le 16 décembre 1995 à Villeneuve-d'Ascq, est un athlète français, spécialiste du 800 mètres, licencié au Villeneuve d'Ascq Fretin Athlétisme et médaillé de bronze sur 800m aux championnats de France d'Athlétisme 2021 à Angers.

## Biographie
Il débute l'athlétisme au sein de l'Athletic Club de Villeneuve-d'Ascq lors de la saison 2013-2014. Vice-champion de France espoir en 2016 à Aubagne, il réalise le doublé en 2017, en étant sacré champion de France espoir en salle à Lyon puis à Albi. En février 2020, il décroche sa première médaille élite lors des championnats de France en salle où il se classe deuxième,.
En 2021, il réalise un nouveau record personnel lors du Meeting National de l'Est Lyonnais en 1 min 46 s 86. Lors des championnats de France Elite à Angers, il décroche la médaille de bronze en 1 min 49 s 52 derrière Benjamin Robert et Gabriel Tual.
En 2022, de nouveau au Meeting National de l'Est Lyonnais, il améliore sa marque en réalisant 1 min 45 s 52. Il s'adjuge ainsi les minimas pour les championnats d'Europe d'athlétisme. 

## Vie professionnelle et associative
Titulaire d'un baccalauréat scientifique, il décroche en 2015 son bachelor en technologies de l'information à Epitech puis un Master of Sciences à Supinfo en 2017.

## Palmarès

### International
| Date | Compétition               | Épreuve   | Lieu      | Résultat | Temps        |
| ---- | ------------------------- | --------- | --------- | -------- | ------------ |
| 2017 | Championnats d'Europe U23 | 4 × 400 m | Bydgoszcz | 3e       | 3 min 5 s 24 |

### National
| Date | Compétition                     | Épreuve | Lieu   | Résultat | Temps         |
| ---- | ------------------------------- | ------- | ------ | -------- | ------------- |
| 2020 | Championnats de France en salle | 800 m   | Liévin | 2e       | 1 min 53 s 44 |
| 2021 | Championnats de France          | 800 m   | Angers | 3e       | 1 min 49 s 52 |

## Records[4]
| Épreuve | Épreuve   | Performance   | Lieu     | Date           |
| ------- | --------- | ------------- | -------- | -------------- |
| 400 m   | Plein air | 47 s 47       | Maubeuge | 22 mai 2022    |
| 800 m   | Plein air | 1 min 45 s 52 | Décines  | 12 juin 2022   |
| 800 m   | Salle     | 1 min 49 s 26 | Liévin   | 6 février 2022 |